# Juicio de Scopes

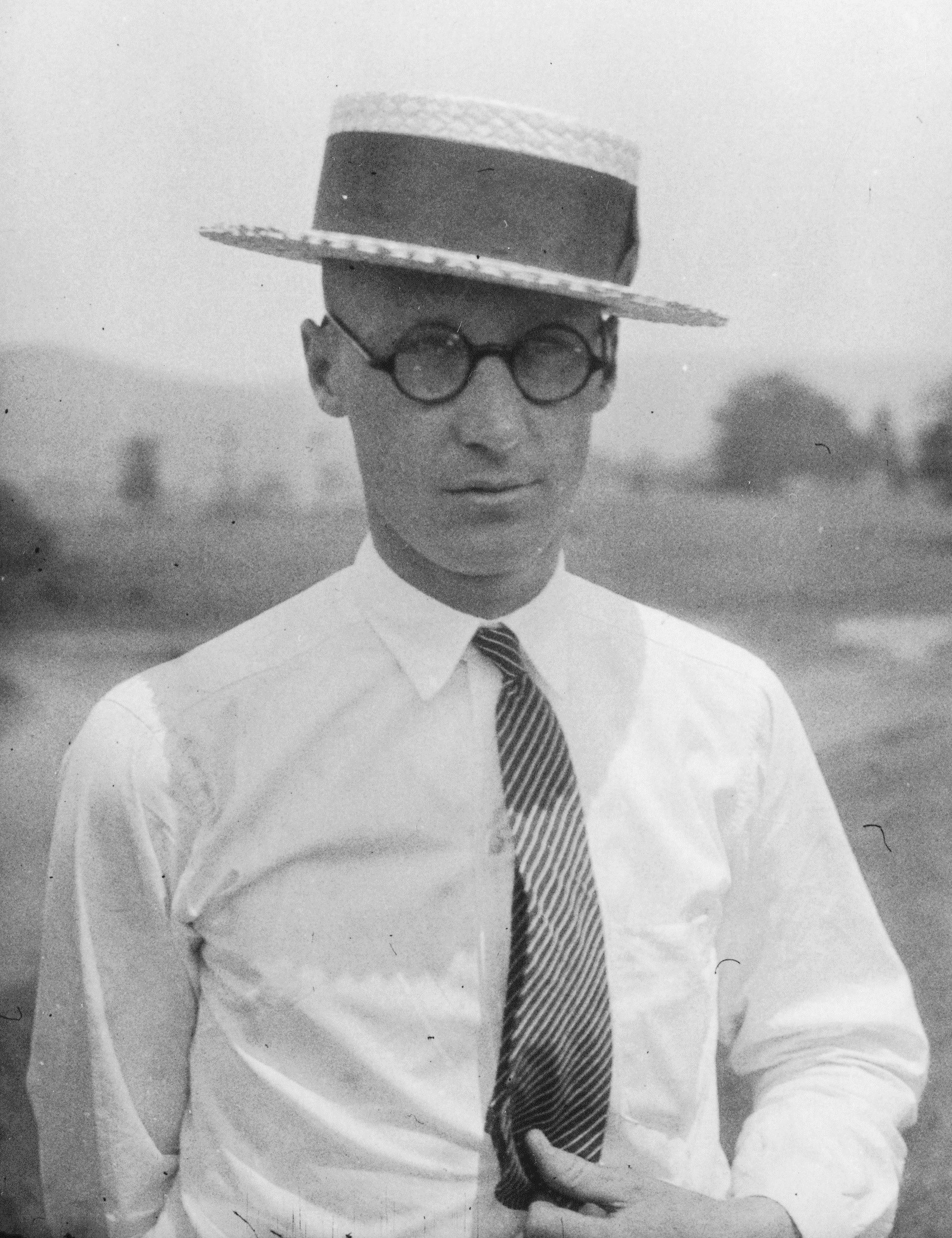
John Scopes en 1925.

El Juicio de Scopes (Scopes contra el Estado, 152 Tenn. 424, 278 S.W. 57 (Tenn. 1925), a menudo llamado en inglés "Scopes Monkey Trial") fue un sonado caso legal en Estados Unidos que puso a prueba la Ley Butler, que establecía que era ilegal en todo establecimiento educativo del estado de Tennessee "la enseñanza de cualquier teoría que niegue la historia de la Divina Creación del hombre tal como se encuentra explicada en la Biblia, y reemplazarla por la enseñanza de que el hombre desciende de un orden de animales inferiores". El Juicio del Mono como también se le conoce es el más sonado caso legal en la Historia de la batalla ideológica entre creacionismo y evolucionismo a cuenta de El origen de las especies, de Charles Darwin.
John Scopes, un profesor de educación física de escuela secundaria, fue acusado el 5 de mayo de 1925 de enseñar la evolución utilizando un capítulo de un libro de textos que estaba basado en ideas inspiradas en el libro de Charles Darwin El Origen de las Especies. El juicio enfrentó dos de los abogados más brillantes de la época. Por una parte William Jennings Bryan, miembro del congreso, exsecretario de Estado, y tres veces candidato presidencial estuvo a cargo de la fiscalía y acusación, mientras que el destacado abogado de litigaciones Clarence Darrow dirigió la defensa. Scopes fue declarado culpable y se le impuso una multa de 100 dólares (equivalente a 1500 dólares en 2021). Este famoso juicio alcanzó amplia difusión mediante la obra de teatro Inherit the Wind, de 1955, inspirada en el juicio, la película de 1960 y versiones de películas para la televisión de 1965, 1988 y 1999.

Científicos testificando a favor de John Scopes

## Antecedentes
La American Civil Liberties Union (ACLU) juró que defendería a toda persona que fuera acusada de enseñar la teoría de la evolución desafiando la Butler Act. La Butler Act prohibía expresamente en Tennessee "la enseñanza de cualquier teoría que niegue la historia de la Divina Creación del hombre tal como se encuentra explicada en la Biblia, y reemplazarla por la enseñanza de que el hombre desciende de un orden de animales inferiores".
George Rappleyea, que era propietario de varias minas en la región, convenció a un grupo de empresarios de Dayton, Tennessee, que entonces era un pueblo con 1756 habitantes, que la atención pública que generaría tal juicio aportaría publicidad para Dayton. Con el apoyo de ellos, convocó a su amigo John Scopes que tenía 24 años de edad, quien era el entrenador del equipo de football de la escuela secundaria del Condado de Clark y le pidió que reemplazara al director Ferguson en una clase de ciencias. Rappleyea le pidió a Scopes que enseñara la teoría de la evolución.
Rappleyea hizo notar que mientras que la Butler Act prohibía la enseñanza de la teoría de la evolución, por su parte el Estado exigía que los profesores utilizaran el libro de texto—Biología Civica (1914) de George Hunter—que explícitamente describía y adhería a la teoría de la evolución, y que por lo tanto se les estaba pidiendo de hecho a los profesores que cometieran un acto ilegal. En realidad Scopes no recordaba si en efecto había desarrollado la sección sobre evolución en el libro de Hunter, pero les dijo, "Si ustedes pueden demostrar que yo he enseñado evolución y que yo califico según los criterios de la ACLU, entonces estoy dispuesto a ir a juicio."

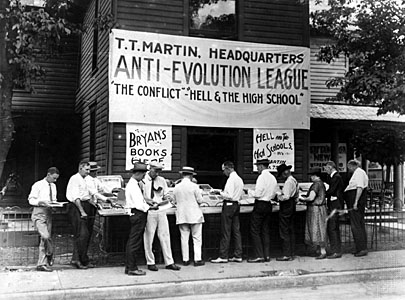
Inicio del juicio el 10 de julio de 1925

Scopes se fue transformando en un participante cada vez más convencido, llegando al extremo de incriminarse y alentando a los estudiantes a testificar en su contra. Fue juzgado el 24 de abril, después de que tres estudiantes testificaran en su contra frente al gran jurado, a instancias de Scopes. De acuerdo a Edward J. Larson, el juez John T. Raulston aceleró las deliberaciones del gran jurado y  "…prácticamente los instruyó a que declararan culpable a Scopes, a pesar de la pobre evidencia en su contra y la abundancia de dudas sobre si el acusado en efecto había enseñado la evolución alguna vez en su clase."
El proceso atrajo una enorme atención de la prensa –que fue la que lo bautizó enseguida como "juicio del mono"– y de la opinión pública estadounidense, máxime cuando el famoso abogado Clarence Darrow aceptó defender al acusado. Pese al brillante alegato final de éste, Scopes fue condenado por el Tribunal, si bien solo a una multa simbólica y no a pena de prisión como pedía el fiscal.
Scopes enseñó ciencia toda su vida. Murió en 1970 y fue enterrado en Luisiana según el rito católico por voluntad de su esposa y de sus dos hijos.